# Helen Joseph
Helen Joseph (Plymouth, 27 de abril de 1942, ) es una actriz, y reina de belleza montserratense que fue designada como Miss Montserrat en 1964, siendo la representante oficial de este territorio británico de ultramar caribeño en el concurso de Miss Mundo 1964, celebrado en el salón de baile Lyceum de Londres, Reino Unido, donde logró figurar dentro del cuadro de las 16 semifinalistas (Top 16).

## Biografía
Helen Joseph nació el 27 de abril de 1942 en el Hospital Glendon en Plymouth, Montserrat, su madre es Edith Iona Kirnon. Como muchos lugareños, le dieron un nombre de "mascota", ya que todos la llamaban Helen. Su nombre de nacimiento era Helen Kirnon, poseía el apellido de su madre. La familia Kirnon tenía su sede en Cudjoe Head Village en el norte, Parroquia San Pedro.
La madre de Helen, Edith Augusta Kirnon, la llevó a vivir con ella a Dominica a una edad temprana. Cuando Edith se casó con el carpintero Stephen Joseph, no solo cambió su apellido de Kirnon a Joseph, sino también a Helen. La identidad del padre biológico de Helen es desconocida.
La familia de Joseph emigró a Inglaterra en enero de 1955 cuando Helen tenía 12 años. Vivían en Highbury, un lugar de larga data del famoso Arsenal Stadium en el norte de Londres. Cuando Helen maduró, comenzó a llamar la atención con su impresionante belleza. Delgada y de piel clara con una sonrisa resplandeciente, se ajustó al molde de lo que buscaban las agencias de modelos y los cazatalentos. Se le animó a entrar en el concurso de Miss Mundo.
Durante su carrera en el mundo del espectáculo, la llamaron Helen Downing, el apellido de su primer marido. Virgin Witch resultó ser su papel final cuando se estableció en la vida familiar.
Helen, quien se casó tres veces, luego se mudó a Montserrat y construyó una casa en la propiedad de la familia Kirnon cerca de la bahía de Rendezvous. Debido a problemas de salud, regresó a Inglaterra para recibir tratamiento.
Falleció el 17 de junio de 2008 a los 66 años.

## Carrera como actriz
Su participación en Miss Mundo 1964 generó que Helen ganara atención de varios medios y pronto se le estuvieron presentando ofertas de televisión y películas. Apareció en dos películas: The Girl With a Pistol (1968) y Virgin Witch (1972). Ambas eran pequeñas, pero en Virgin Witch tuvo una escena extendida en la que cantó You Go Your Way, acompañada de piano en un salón. También tuvo anuncios de invitados en varios programas de televisión británicos, incluyendo Love Story (1967), Out of the Unknown (1969) y Doomwatch (1970).
En 1966, Helen apareció en una corta película de British Pathé en su apartamento del norte de Londres. Durante el clip de dos minutos, que no tiene audio y se ha cargado en YouTube, se la ve alimentando y jugando con un zorro mascota.

## Designación como Miss Montserrat 1964
Helen Joseph (Miss Montserrat 1964) es la única reina que obtuvo el título de Miss Montserrat sin competir en el concurso nacional. A pesar de la designación de Helen como Miss Montserrat 1964, ese mismo año se realizó el concurso nacional, coronando a Norma Dyer también como Miss Montserrat 1964.
En diciembre de 1963, Pamela Nanton (Arthurton) fue coronada Miss Montserrat 1963 durante el festival anual. La progresión convencional debería haber significado que ella representaría a Montserrat en cualquier concurso regional o internacional. Sin embargo no fue así, a pesar de esto, Pamela no se arrepintió de no haber competido en Miss Mundo, y se siente orgullosa de la participación de Helen en el concurso.
Arthurton expresó: «Creo que fue una de esas chicas que vivía en Inglaterra y alguien la patrocinó. Ella era una chica muy hermosa. La admiré y me enorgullecí de que ella haya representado muy bien a Montserrat».

## Participación en Miss Mundo 1964
La historia de cómo Helen llegó a representar a Montserrat en el concurso es interesante. Ella ya residía en Inglaterra y trabajaba como modelo cuando se le presentó la oportunidad de participar en el concurso. El único país que podía representar lógicamente era su nativa Montserrat, a pesar de que se fue a una edad temprana. No hay una regla que establezca que una concursante de Miss Mundo debe haber ganado un concurso anterior que represente a su país. Mientras ella proporcione una prueba de su lugar de nacimiento, cumpla con los requisitos de edad y no esté casada, califica.
Arthurton expresó: "Nadie me pidió que ingresara a Miss Mundo", dijo la Sra. Arthurton, quien ahora reside en la Isla de Antigua y ha dirigido Carib-World Travel desde 1973. "Cuando Helen entró a Miss Mundo, algunas personas pensaron que era yo. Ella era una chica muy hermosa. Me enorgullecí de que ella haya representado muy bien a Montserrat".
Helen Joseph nunca ganó el concurso de la reina del Festival de Miss Montserrat, de hecho, ella nunca compitió. Pero ella tiene la distinción de ser la única mujer que representó a Montserrat en un concurso internacional de belleza.
A la edad de 22 años y con 1,71 m de estatura, Helen marca el debut de su país Montserrat en el Miss Mundo 1964, posicionándose en el cuadro de las 16 Semifinalistas (Top 16), sin embargo, no logra avanzar al Top 7. Siendo hasta la fecha la primera y única participación de esta isla no solo en Miss Mundo, sino también en un concurso de belleza de alto calibre.
Pamela (Nanton) Arthurton, Miss Montserrat 1963, expresó: Por varias razones, la inclusión de Helen en el concurso de Miss Mundo pasó casi desapercibida en Montserrat. Por un lado, en 1964 la principal fuente de noticias fue la radio. Seguramente, en la era actual de noticias instantáneas y redes sociales, su búsqueda habría sido mucho mejor expuesta. Otros dos factores ayudaron a la oscuridad: abandonó Montserrat a una edad temprana y no había conseguido seguidores, y tampoco fue patrocinada para el show de Miss Mundo junto con un grupo de Montserrat como los Jaycees. Helen tampoco se dio a conocer en sus últimos años sobre su concurso y sus carreras de negocios.
El primo de Helen, Charles T. Kirnon, exministro del Gobierno de Montserrat, expresó: "Ella realmente no habló mucho de eso, tan sólo si le preguntaras sobre eso."
Pamela señaló finalmente que en cualquier caso, Helen Joseph debería estar incluida de manera prominente en los anales de la historia de Montserrat, y no solo como respuesta a una pregunta de trivia.